# La Coquille et le Clergyman
La Coquille et le Clergyman è un mediometraggio del 1928, diretto da Germaine Dulac.
(La coquille et le clergyman, Titoli di testa)

## Trama
Il film incomincia con una scena di una porta socchiusa. Ci avviciniamo lentamente a essa per poi ritrovarci in una stanza.
Seguono scene di provette e ampolle maneggiate da un uomo. Dopodiché egli le rompe a una a una e del fumo di provenienza anonima prende il sopravvento. 
La seguente scena, molto inquietante, comprende un altro uomo che sbuca da una porta e si avvicina lentamente all'“alchimista”, con una spada in mano.
Una scena alquanto buffa spezza l’inquietudine della scena precedente e vediamo l'uomo armato che con varie pose ambigue fluttua nel soffitto della stanza.
Quest'ultimo si ferma poi a osservare l'uomo che maneggia le provette e prende una ciotola (sarebbe una conchiglia) piena di un liquido sconosciuto. La taglia di netto in due.
Seguono scene confuse delle varie provette, ampolle e della spada dell’individuo.
L'uomo delle ampolle sembra essere spaventato. Dalle sue vesti (grazie al colletto) capiamo che si tratta di un prete. Da sotto il suo tavolo esce strisciando e incomincia a seguire l'uomo in divisa. Seguono scene di una strada di città.
Il prete continua a strisciare per la città fin quando non incomincia a correre e arriva in un palazzo, dove trova l'uomo in divisa mentre fa confessare una signora molto elegante. Spia i due in silenzio. Si avvicina sempre in modo molto lento e incomincia a strozzare l'uomo “soldato”. La donna sembra non reagire minimamente a tutto ciò e osserva la scena in modo passivo. Dopo svariati tentativi il prete ancora non riesce a ucciderlo; il viso del soldato incomincia a riempirsi di strani segni, fino a spezzarsi esattamente in due. Il viso torna un tutt'uno; la donna si guarda intorno. L'uomo e il prete fanno lo stesso.
Ora questi ultimi due si stanno abbracciando, ma il prete spinge via l'altro.
Seguono scene di un porto. Di nuvole. Di una spiaggia. Del prete in cima a uno scoglio. Appare improvvisamente l'altro uomo che viene spinto giù dal prete. Altre scene di paesaggio.
Ci troviamo di nuovo nella stanza dove la donna seduta si sta confessando, solo che questa volta al posto del soldato c’è il prete che fa smorfie alludendo a scopi maliziosi. La donna si alza. Lui le si avvicina, e infatti le mette le mani addosso, scoprendole il seno.
Segue una scena di gente che balla. Un lampadario dondola su di essi. Il soldato e la donna sembrano essere i padroni di casa e siedono su due troni vicini. Ma ecco che si ripresenta il prete con la ciotola piena di liquido misterioso tagliata a metà all'inizio del film.
La ciotola si trasforma nel corpetto tolto della donna. Il prete lo lascia cadere a terra ed esso prende fuoco. La veste del prete si allunga; egli incomincia a camminare per le sale del palazzo. La scena cambia e ci troviamo all'esterno, dove il prete insegue la donna.
Seguono scene miste e confuse dei due.
Ora ci troviamo in una sala con al centro una palla di vetro e il prete che fa cenno a qualcuno di venire lì vicino a questa sfera, dove si trova anch'egli. Ecco che dentro la palla appare l'immagine della donna.
Di nuovo il prete cammina per le stanze con una chiave in mano. Apre una porta ed entra. La scena si ripete più volte.
Infine arriva in una stanza dove vi sono il generale e la donna che vedendo il prete scappano. Egli li insegue. Si ripete la scena dell'inseguimento all'esterno.
Dei pugni di 5-6 persone battono su un tavolo e il prete ora si sta dondolando su un'amaca dentro a una stanza. Si alza e arriva in un'altra stanza dove c’è il generale. Questa stanza è piena di corde. Appare la donna che bacia il suo uomo.
Il prete è furioso e immagina di strangolare la donna; tra le sue mani al posto del collo di lei, appare una specie di reggia che ruota su sé stessa. Egli incomincia poi a pensare a una nave. Seguono immagini confuse del prete che sembra quasi sognare o immaginare questa piccola reggia e la nave. Delle donne delle pulizie entrano nella stanza dove si trovava la sfera di vetro. Qui c’è anche la donna che sta leggendo un libro. Le cameriere incominciano tutte a pulire la palla ma la donna ordina loro di fermarsi e di uscire. Si alternano intanto delle scene di una donna e un’altra figura, in giardino con delle racchette da tennis in mano. Entrano nella stanza della palla di vetro alcuni uomini e le cameriere appena uscite. La donna, il generale e il prete sono intorno alla sfera. Quest'ultimo pensa ancora alle cose di prima, sembra esserne ossessionato. Un uomo senza testa con una cosa tonda incartata tra le mani, scende delle scale. 
Il prete scopre la sfera che ora è coperta dallo stesso materiale dell'oggetto che portava l'uomo senza testa. Quindi capiamo che tra le mani aveva proprio la sfera. Ora il prete è solo nella stanza e getta a terra la sfera che si rompe in pezzi. Dentro di essa c’è una testa, che il prete mette nella ciotola (sempre la stessa di tutto il film). Beve il liquido e la testa che essa contiene.

## Contestualizzazione
Giorgio Tinazzi nel volume da lui curato Il cinema francese attraverso i film seleziona dodici film, il primo dei quali, La coquille et le clergyman, è esaminato da Andrea Martini che scrive tra le altre cose: «La coquille non è ovviamente un testo filmico riconducibile a una narrativa e quindi mal sopporta che se ne tragga una sinossi, anche se un anonimo estensore ha così lapidariamente riassunto l'argomento con una formula, più volte ripresa: "un sacerdote, attratto da una donna dalla bellezza romantica, trionfa sul suo rivale ma non sui propri complessi».